# Лебедевы (деревня)
 Лебедевы  — деревня в Котельничском районе Кировской области в составе Красногорского сельского поселения.

## География
Располагается на расстоянии примерно 1 км по прямой на юго-восток от центра поселения села  Красногорье.

## История
Известна с 1802 года как починок Лебедевский с 1 двором. В 1873 году здесь дворов 2 и жителей 28, в 1905 5 и 33, в 1926 9 и 43, в 1950 (деревня Лебедево) 9 и 25, в 1989 проживало 8 человек. Настоящее название утвердилось с 1939 года.

## Население
Постоянное население  составляло 17 человек (русские 100%) в 2002 году, 8 в 2010.